# Kevin Williams (basket-ball)
Pour les articles homonymes, voir Kevin Williams (football américain) et Williams.
Kevin Williams, né le 11 septembre 1961, à New York, dans l'État de New York, est un ancien joueur américain de basket-ball. Il évolue au poste de meneur. 

## Palmarès
- All-CBA Second Team 1986